# Gaszowice (Basse-Silésie)
Pour les articles homonymes, voir Gaszowice.
Gaszowice est une localité polonaise de la gmina de Syców, située dans le powiat d'Oleśnica en voïvodie de Basse-Silésie.